# Siccia pallens
Siccia pallens là một loài bướm đêm thuộc phân họ Arctiinae, họ Erebidae.